# 地下の国のアリス

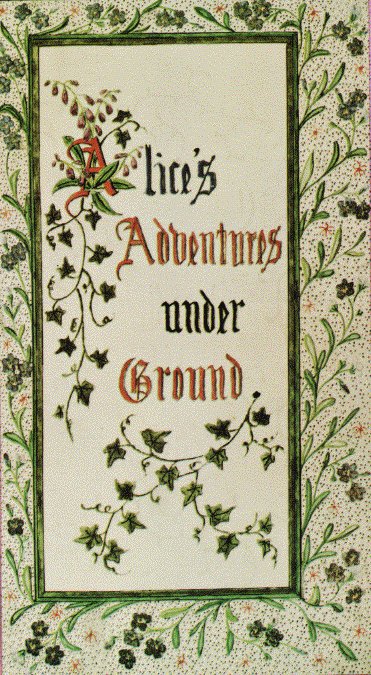
『地下の国のアリス』/ 表紙はゴシッククアドラータ（ブラックレター）のカリグラフィーと野に咲く草花のイラストで装飾されている。

『地下の国のアリス』（英: Alice's Adventures under Ground ）は、ルイス・キャロルが1864年に知人の娘アリス・リデルに贈った手書きの本。『不思議の国のアリス』（1865年）の原型となった物語であり、同作品が有名になったのちの1886年には複製版も出版された。キャロル自筆の原本は現在大英博物館に収蔵されている。

## 成立
この物語は1862年7月4日、キャロルとリデル家の三姉妹、すなわちロリーナ、アリス、イーディス、およびオックスフォード大学でのキャロルの同僚ロビンソン・ダックワースが行ったゴッドストウへのピクニックの際に生まれたもので、アイシス川（テムズ川）をボートで上る最中に、キャロルがアリスのために語って聞かせた即興のお話であった。アリスにこの話を書き留めておいてくれるよう頼まれたキャロルは、ピクニックの翌日から執筆に取り掛かり、元の物語に続きを加え、幾度も練り直して1863年2月10日に物語の執筆が完了した。キャロルはさらにここから挿絵の執筆に取り掛かり、装丁もすべて自分で手がけて本を完成させ、1864年11月26日、12歳のアリスにこの本をプレゼントした。この間にジョージ・マクドナルドに原稿を見せて出版を勧められたことが、物語をさらに練り上げて『不思議の国のアリス』として出版するきっかけとなった。

## 内容・体裁

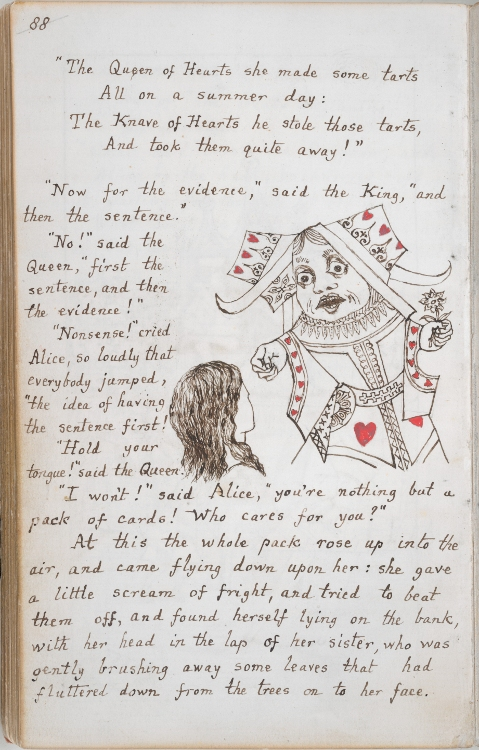
自筆本の本文

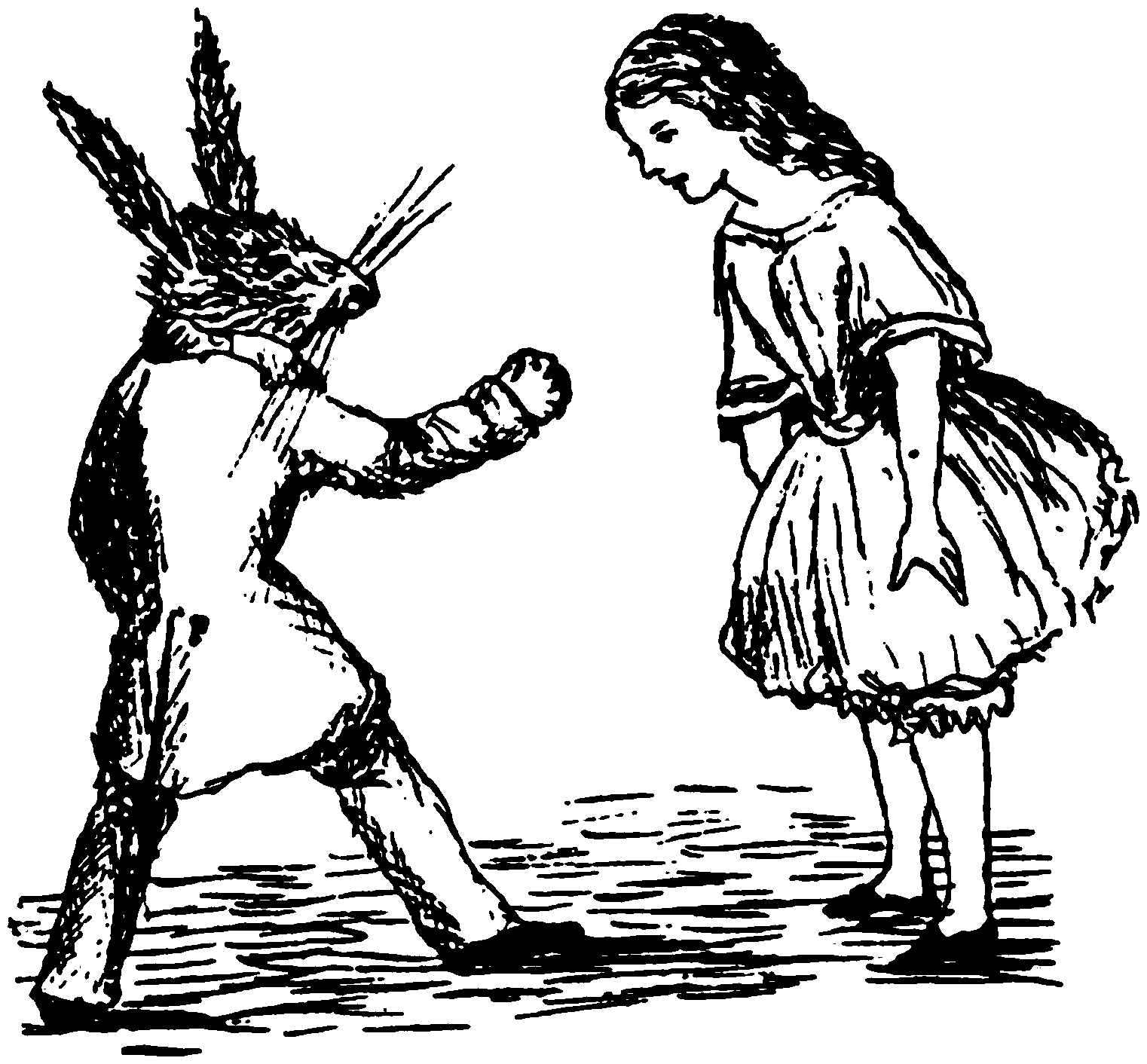
三月ウサギとアリスを描いた挿絵

『地下の国のアリス』は物語の流れはおおむね『不思議の国のアリス』と同じもので、白ウサギを追ってウサギ穴に落ちた少女アリスが異世界に迷い込み様々な冒険をするという内容である。ただし長さは半分ほどで、公爵夫人やチェシャ猫のエピソードや、帽子屋や三月ウサギが登場する「狂ったお茶会」のエピソードなどは登場しない。また『不思議の国のアリス』で2章を割いて描かれるハートのジャックの裁判の場面は『地下の国のアリス』では2ページほどの長さである。物語成立時の情景を詠った献呈詩は『地下の国のアリス』にはまだなく、中扉の頁には代わりに「愛しい子供へのクリスマスプレゼント、夏の日の思い出に」（A ChristmasGift to a Dear Child in Memory of a SummerDay) という献辞が飾り文字で入れられている。また物語の中に挿入されている詩のいくつか（たとえばネズミの披露する「長い尾話」など）も異なっている。挿絵は38葉であり、挿絵が描かれている場面については後にテニエルが『不思議の国のアリス』のために描いたものと重なるものが多い。最後のページにはアリス・リデルの顔写真（全身が映った7歳当時のアリスの写真から切り取ったもの）が貼られているが、1977年、キャロル研究者のモートン・N.コーエンにより、この写真の下からキャロル自身によるアリス・リデルの似顔絵が発見された。似顔絵の出来に不満を持ったキャロルが上から写真を貼ったものらしく、この似顔絵は現在確認されている唯一のキャロルによるアリス・リデルの似顔絵である。

## 複製本の出版
『不思議の国のアリス』の出版から20年後、『不思議の国のアリス』『鏡の国のアリス』がいまだ版を重ね続けていることを受けて、キャロルは読者のための物語の原型である『地下の国のアリス』の複製本を出版することを考え、ハーグリーヴス夫人となっていたアリスに手紙を送った。アリスの了承を得たキャロルは手書き本を借り受け、雇った写真家に付きっ切りで細心の注意をはらってファクシミリ版のための写真を撮った。ところがすでに撮影料を前払いで受け取っていたこの写真家は、撮影後写真のネガを持ったまま行方をくらまし、このためキャロルは探偵を雇って彼の居場所を探し当てネガを取り戻さなければならなかった。このような苦労の末に、『地下の国のアリス』の複製版は1886年12月にマクミラン社から出版された。複製版ができると、キャロルはモロッコ革で特別に装丁したものを一冊アリスに贈っている。

## 原本の売却
キャロルの死後、夫のレジナルドを失って屋敷の維持に窮したアリス・ハーグリーヴスは、手書き本『地下の国のアリス』を手放す決意をし、1928年5月4日のサザビーズのオークションにこの本をかけた。5000ポンドではじまったこの競りの参加者には大英博物館の代理人もいたが、最終的に当時サザビーズの史上最高額である1万5400ポンドの値でアメリカ人の著名な書籍ディーラーであるA.S.W.ローゼンバックが競り落とした。ローゼンバックはオークションの後、やはりこの本はイギリス人の手元にあるべきものと思い直して、大英博物館に対して1000ポンドの寄付を沿えた上で買い値で売り渡す申し出をしているがこれは拒否されている。その後この本は収集家の手に渡っていたが、第二次大戦後の1948年、アメリカ議会図書館の司書ルーサー・H.エヴァンズを中心とするアメリカ人有志によって5万ドルで買い戻され大英博物館に寄贈された。この寄贈にはナチス・ドイツの侵攻に対して長い間独力で抵抗したイギリス人への感謝の意味合いがあり、贈呈の席ではカンタベリー大主教がこの寄贈を「純粋な行為」として賞賛した。

## 日本語訳
- ルイス・キャロル（作、絵）『地下の国のアリス』（Hardcover） 安井泉（翻訳、解説）、新書館、2005年2月16日、158頁。

ISBN 4-403-03033-5、ISBN 978-4-403-03033-8、NCID BA71124914、OCLC 676392342、国立国会図書館書誌ID:000007686755。